# Kwantowy rotator sztywny
Rotator sztywny – model w mechanice kwantowej, gdzie występuje układ dwóch cząstek, związanych ze sobą. Może on się obracać w przestrzeni, podczas gdy odległość pomiędzy cząstkami się nie zmienia.

## Układ cząstek w rotatorze
Dla mechaniki kwantowej ruch translacyjny nie jest interesujący, zatem rozpatruje się tylko ruch cząstek w układzie środka mas. Dzięki temu można wprowadzić tzw. masę zredukowaną, w której energia kinetyczna ruchu dwóch cząstek o masach {\displaystyle m_{1}} i {\displaystyle m_{2}} równa się energii kinetycznej jednej cząstki o masie {\displaystyle \mu {:}}
{\displaystyle {\frac {1}{\mu }}={\frac {1}{m_{1}}}+{\frac {1}{m_{2}}},}
gdzie:
{\displaystyle \mu } – masa zredukowana,
{\displaystyle m_{1},} {\displaystyle m_{2}} – masy składników.
Dla takiego układu równanie Schrödingera ma postać:
{\displaystyle \left[-{\frac {\hbar ^{2}}{2\mu }}\nabla ^{2}+{\hat {V}}\right]\psi =E\psi ,}
gdzie:
{\displaystyle \nabla ^{2}=\Delta } to laplasjan,
{\displaystyle \hbar } – stała Diraca,
{\displaystyle {\hat {V}}} – operator energii potencjalnej.
Rotator sztywny to typowy układ, gdzie występują więzy. Ruch musi być ograniczony do takiego, by nie naruszyć odległości pomiędzy cząstkami. Dobrze jest wówczas wprowadzić współrzędne sferyczne:
{\displaystyle x=x(r,\theta ,\phi )=r\sin \theta \cos \phi ,}
{\displaystyle y=y(r,\theta ,\phi )=r\sin \theta \sin \phi ,}
{\displaystyle z=z(r,\theta ,\phi )=r\cos \theta .}
gdzie:
{\displaystyle r} – długość wektora,
{\displaystyle \theta } – kąt azymutalny,
{\displaystyle \phi } – kąt biegunowy.
Wówczas element objętości przyjmuje postać:
{\displaystyle \mathrm {d} \tau =r^{2}\ \sin \theta \ \mathrm {d} r\ \mathrm {d} \theta \ \mathrm {d} \phi .}
We współrzędnych sferycznych operator Laplace’a ma postać:
{\displaystyle \Delta ={\frac {1}{r^{2}}}{\frac {\partial }{\partial r}}\left(\left(r^{2}{\frac {\partial }{\partial r}}\right)+{\frac {1}{\sin \theta }}{\frac {\partial }{\partial \theta }}\left(\sin \theta {\frac {\partial }{\partial \theta }}\right)+{\frac {1}{\sin ^{2}\theta }}{\frac {\partial ^{2}}{\partial \varphi ^{2}}}\right),}
a operator Hamiltona ma postać:
{\displaystyle {\hat {H}}=-{\frac {\hbar ^{2}}{2I}}\left[{\frac {1}{\sin \theta }}{\frac {\partial }{\partial \theta }}\left(\sin \theta {\frac {\partial }{\partial \theta }}\right)+{\frac {1}{\sin ^{2}\theta }}{\frac {\partial ^{2}}{\partial \varphi ^{2}}}\right],}
gdzie:
{\displaystyle I=\mu R^{2}} – oznacza moment bezwładności.
Energia całkowita rotatora klasycznego jest równa energii kinetycznej. Oznaczając przez {\displaystyle Y} jego funkcje własne, można napisać równanie Schrödingera:
{\displaystyle -{\frac {\hbar ^{2}}{2I}}\left[{\frac {1}{\sin \theta }}{\frac {\partial }{\partial \theta }}\left(\sin \theta {\frac {\partial }{\partial \theta }}\right)+{\frac {1}{\sin ^{2}\theta }}{\frac {\partial ^{2}}{\partial \varphi ^{2}}}\right]Y=EY.}
Można je zapisać również w postaci:
{\displaystyle {\frac {1}{\sin \theta }}{\frac {\partial }{\partial \theta }}\left(\sin \theta {\frac {\partial Y}{\partial \theta }}\right)+{\frac {1}{\sin ^{2}\theta }}{\frac {\partial ^{2}Y}{\partial \varphi ^{2}}}Y=\lambda Y,}
gdzie:
{\displaystyle \lambda ={\frac {2IE}{\hbar ^{2}}}.}

## Rozwiązanie
Aby rozwiązać równanie Schrödingera, można przedstawić funkcję {\displaystyle Y} w postaci:
{\displaystyle Y(\theta ,\phi )=\Theta (\theta )\Phi (\phi ).}
Poprzez podstawienie tego iloczynu do równania Schrödingera, pomnożeniu przez {\displaystyle \sin ^{2}\theta /\Theta \Phi } i po prostych przekształceniach, otrzymamy:
{\displaystyle {\frac {\sin \theta }{\Theta }}{\frac {\partial }{\partial \theta }}\left(\sin \theta {\frac {\partial \Theta }{\partial \theta }}\right)+\lambda {\sin ^{2}\theta }=-{\frac {1}{\Phi }}{\frac {\partial ^{2}\Theta }{\partial \varphi ^{2}}}.}
Lewa strona tego równania zależy wyłącznie od zmiennej kąta azymutalnego, natomiast prawa tylko od kąta biegunowego. Zatem obie strony muszą być równe pewnej stałej {\displaystyle M.} Dzięki temu rozwiązaniem tego równania jest funkcja:
{\displaystyle \Phi _{M}(\varphi )={\frac {1}{\sqrt {2\pi }}}\mathrm {e} ^{\mathrm {i} M\varphi },\quad M=0,\pm 1,\pm 2\dots }
Funkcja {\displaystyle \Phi _{M}} musi być funkcją jednoznaczną. Sens fizyczny rozwiązania tego równania przedstawia funkcja:
{\displaystyle \lambda =J(J+1),}
z której można otrzymać wyrażenie na energię:
{\displaystyle E_{J}={\frac {\hbar ^{2}}{2I}}J(J+1).}
Zatem energia zależy od kwantowej liczby rotacji {\displaystyle J.} Dzięki temu można przedstawić rozwiązanie równania Schrödingera w ostatecznej postaci:
{\displaystyle Y_{J}^{M}(\theta ,\varphi )={\frac {1}{\sqrt {2\pi }}}N_{J,|M|}P_{J}^{|M|}(\cos \theta )\mathrm {e} ^{\mathrm {i} M\varphi },}
gdzie:
{\displaystyle N_{J,|M|}=\left[{\frac {2J+1}{2}}{\frac {(J+|M|!)}{(J-|M|!)}}\right]^{\frac {1}{2}}} – czynnik normalizacji,
{\displaystyle P_{l}^{m}(x)=(1-x^{2})^{m/2}{\frac {\mathrm {d} ^{m}}{\mathrm {d} x^{m}}}P_{l}(x)} – stowarzyszony wielomian Legendre’a.